# 牛津鎮區 (堪薩斯州索姆奈縣)
牛津鎮區（英語：Oxford Township）為美國堪薩斯州索姆奈縣轄下的鎮區。2010年美国人口普查中此鎮區人口有1,271人。

## 地理
牛津鎮區涵蓋總面積為99.7平方（38.51平方英里），其中陸地面積為98.6平方（38.07平方英里），水域面積為1.1平方（0.44平方英里）或1.14%。

## 人口統計
根據2010年美國人口普查，牛津鎮區人口有1,271人，其中男性有627人，女性有644人，人口密度為每平方公里12.75人，住房計572戶。鎮區內的白人有1,209人，非裔美國人有10人，美洲原住民有13人，亞裔美國人有4人，太平洋島裔美國人有0人，其他種族有7人，混血種族則有28人。此外鎮區內有28人為西班牙裔或拉丁裔美國人。此鎮區之年齡中位數為44.3歲，而男性年齡中位數為41.5歲，女性年齡中位數為47.4歲。

## 交通

### 主要公路
- 160號美國國道